# Vissersring

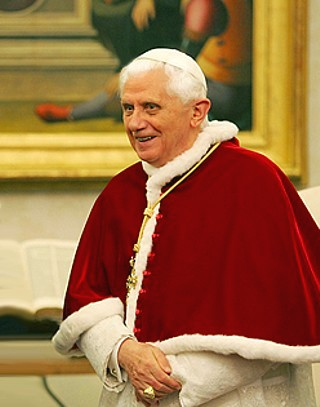
Benedictus XVI met zijn gouden pescatorio

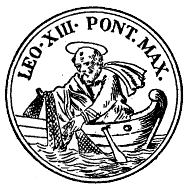
Afbeelding op de vissersring van paus Leo XIII

De vissersring, ook bekend als de pescatorio, is een zegelring die gedragen wordt door de paus. Hij maakt deel uit van zijn pontificalia.
De ring wordt voor het eerst genoemd in een brief uit 1265 van paus Clemens IV aan zijn neef, Peter Grossi. De schrijver meldt dat pausen gewoon waren hun privébrieven te verzegelen met "het zegel van de Visser".  Van de 15e eeuw tot 1843 werd de ring gebruikt om de pauselijke brieven te verzegelen en vertoonde een beeltenis van Petrus vissend op een boot, met de naam van de regerende paus eromheen.
De ring wordt door de kardinaal-camerlengo om de vinger geschoven van een nieuw verkozen paus. Hij is van oudsher van goud, maar paus Franciscus koos een ring van verguld zilver. Echter droeg hij doordeweeks zijn gewone bisschopsring, en droeg hij de pauselijke ring alleen op hoogtijdagen.
Na het overlijden van een paus werd de ring vernietigd door hem te verbrijzelen met een zilveren hamer, een gebruik dat oorspronkelijk nodig was om te voorkomen dat de ring gebruikt zou worden om geantedateerde, vervalste documenten te verzegelen. De vissersring van paus Benedictus XVI werd na zijn aftreden niet vernietigd, maar zodanig ingekrast dat deze niet meer als zegelring is te gebruiken.